# Primula digenea
Primula digenea är en viveväxtart. Primula digenea ingår i släktet vivor, och familjen viveväxter.

## Underarter
Arten delas in i följande underarter:
- P. d. digenea
- P. d. rothmaleri